# Antonius Josephus Verhagen
Antonius Josephus Verhagen (Eindhoven, 18 oktober 1875 - Eindhoven, 22 juli 1942) is een voormalig wethouder van de Nederlandse stad Eindhoven. 
Hij was raadslid van 1920 tot 1942 en wethouder van Werken in Eindhoven van 1931 tot 1935 en van 1939 tot 23 april 1942. Toen werd hij samen met de drie andere zittende wethouders, J.L. Van Engeland (oud burgemeester van Tongelre), P.P.J.A. Van der Putt en F.K. Buskens, ontslagen en vervangen door de NSB-wethouders. Verhagen stierf in juli 1942, de andere drie traden op 18 september 1944 weer in functie in de noodraad. Verhagen was tevens voorzitter van de RK-raadsfractie in Eindhoven.
Verhagen werd geboren als zoon van het Eindhovense raadslid Bernard Michaël Verhagen en Judith van Waardenburg. Hij was arts van beroep. Samen met dr. Goyarts was hij gemeentelijk geneesheer in Woensel, wat in 1920 deel werd van Eindhoven. 
Hij trouwde te Tilburg op 18 mei 1903 met Johanna Maria Louisa Norberta Kerssemakers.